# ンガウィ山
ンガウィ山（仏: Mont Ngaoui）は、中央アフリカ共和国とカメルーンとの国境にある標高1,410 mの山である。前者の最高峰である。